# Hudjefa II
Hudjefa II i Turinpapyrusen är det felaktiga namnet på en farao som regerade under Egyptens tredje dynasti, kanske omkring 2695 f. Kr. i fem till sex år. Ordet hudjefa användes av dåtidens skrivare när namnet på faraonen antingen var oläsligt, skadat, eller medvetet utelämnat av religiösa eller andra skäl. Hudjefa har översatts till saknas, fattas, utplånat eller förstört.
Under 1800-talet trodde man att hudjefa var ett namn på en farao men allt eftersom forskningen inom egyptologi framskred insågs ordets verkliga betydelse.
I Abydoslistan antas det att kartusch nr 18 (sedjes) är ett annat sätt att skriva hudjefa.